# Andrea Paroni
Andrea Paroni (San Vito al Tagliamento, 14 ottobre 1989) è un ex calciatore italiano, portiere.
È considerato giocatore-simbolo della squadra cui ha legato la sua intera carriera, avendo difeso i pali del club ligure in quattro differenti categorie, dalla Serie D alla Serie B. È inoltre tra i pochi portieri ad avere segnato un goal su azione nei campionati professionistici italiani.

## Caratteristiche tecniche
Paroni è un portiere agile e reattivo tra i pali, dotato di ottimi riflessi e di un buon posizionamento.

## Carriera
Muove i suoi primi passi nel settore giovanile dell'Udinese con cui raggiunge le semifinali del Campionato Primavera 2007-2008. Quell'estate viene tesserato dalla Virtus Entella in Serie D con la formula del prestito con diritto di riscatto, poi esercitato al termine della stagione. Il 27 maggio 2012 una sua rete di testa al 96' sugli sviluppi di un calcio d'angolo permette ai liguri di pareggiare 2-2 contro il Casale e di accedere alla finale play-off, valida per l'accesso in Lega Pro Prima Divisione.
Titolare sotto la guida di Luca Prina, il 4 maggio 2014 l'Entella ottiene - grazie anche al contributo di Paroni, che mette a referto 15 clean sheet su 30 incontri disputati - la sua prima storica promozione nella serie cadetta. Partito inizialmente come riserva di Ivan Pelizzoli, esordisce in Serie B alla quinta giornata di campionato contro il Trapani.
Il 3 marzo 2015 respinge in pieno recupero un calcio di rigore a Luigi Vitale, consentendo ai liguri di imporsi per 1-0 in trasferta ai danni della Ternana. Con l'arrivo tra i pali di Alessandro Iacobucci, viene relegato al ruolo di riserva. Alla fine della terza stagione da secondo portiere torna tra i pali sostituendo Iacobucci nelle ultime partite di campionato senza riuscire ad evitare la retrocessione dopo i play-out.
Il 6 dicembre 2018, parando il rigore decisivo a Gianluca Lapadula del 9-10 contro il Genoa (3-3 dopo i supplementari), contribuisce alla storica promozione agli ottavi di finale di Coppa Italia dalla quale l’Entella verrà eliminata per mano della Roma. Ritrova quindi il posto da titolare a stagione in corso al posto di Massolo contribuendo all’immediato ritorno in Serie B della squadra chiavarese.
Nella stagione 2019-2020 torna a ricoprire il ruolo di secondo portiere dietro a Nikita Contini dichiarando che intende rimanere nella squadra mosso dai propri sentimenti. Nella stagione successiva, che culminerà nuovamente con la retrocessione, per la prima volta non disputa nemmeno una partita ufficiale. Nonostante ciò il 7 giugno 2021 Paroni rinnova ancora una volta il proprio contratto con il club e viene schierato titolare nella prima gara stagionale in Coppa Italia Serie C 2021-2022.
Torna quindi titolare nella prima parte della stagione 2021-2022, in cui la squadra è guidata da Gennaro Volpe, suo ex compagno di squadra. 
Il 2 luglio 2022, Paroni rinnova ancora una volta il suo contratto con i biancocelesti, in vista della sua quindicesima stagione a Chiavari.
Tuttavia in questa stagione ricopre il ruolo di terzo portiere dietro a Victor De Lucia e Daniele Borra non scendendo mai in campo.
Torna a giocare da titolare l’8 novembre 2023 in Entella-Alessandria 3-0 di Coppa Italia Serie C; in quest’occasione Paroni indossa anche la fascia da capitano. Questa è la sua unica presenza stagionale e il 4 giugno 2024 rinnova nuovamente il suo contratto con l'Entella risultando essere così il giocatore italiano in attività con più stagioni all'attivo nella stessa squadra, 17.
Nella stagione 2024-2025 è nuovamente il terzo portiere dei biancocelesti dietro a Del Frate e Siaulys fino a febbraio 2025 quando a seguito di un infortunio a un gomito la società ingaggia lo svincolato Vandelli per sostituirlo. Il campionato termina con la terza promozione dell'Entella in Serie B e la vittoria della prima Supercoppa Serie C con Paroni che non ha giocato nemmeno una partita. Il 22 giugno 2025 il portiere annuncia l’addio al calcio giocato all’età di 35 anni.

## Statistiche

### Presenze e reti nei club
| Stagione              | Squadra               | Campionato            | Campionato | Campionato    | Coppe nazionali | Coppe nazionali | Coppe nazionali | Coppe continentali | Coppe continentali | Coppe continentali | Altre coppe | Altre coppe | Altre coppe | Totale | Totale  |
| Stagione              | Squadra               | Comp                  | Pres       | Reti          | Comp            | Pres            | Reti            | Comp               | Pres               | Reti               | Comp        | Pres        | Reti        | Pres   | Reti    |
| --------------------- | --------------------- | --------------------- | ---------- | ------------- | --------------- | --------------- | --------------- | ------------------ | ------------------ | ------------------ | ----------- | ----------- | ----------- | ------ | ------- |
| 2008-2009             | Virtus Entella        | D                     | 34         | -34           | CI-D            | 1               | 0               | -                  | -                  | -                  | -           | -           | -           | 35     | -34     |
| 2009-2010             | Virtus Entella        | D                     | 24+2       | -14 + -2      | CI-D            | 1               | -2              | -                  | -                  | -                  | -           | -           | -           | 27     | -18     |
| 2010-2011             | Virtus Entella        | 2D                    | 23         | -23           | CI-LP           | 1               | 0               | -                  | -                  | -                  | -           | -           | -           | 24     | -23     |
| 2011-2012             | Virtus Entella        | 2D                    | 35+4       | -32 + - 10; 1 | CI-LP           | 0               | 0               | -                  | -                  | -                  | -           | -           | -           | 39     | -42; 1  |
| 2012-2013             | Virtus Entella        | 1D                    | 32+2       | -36 + -3      | CI+CI-LP        | 2+0             | -3              | -                  | -                  | -                  | -           | -           | -           | 36     | -42     |
| 2013-2014             | Virtus Entella        | 1D                    | 30         | -24           | CI+CI-LP        | 2+0             | -4              | -                  | -                  | -                  | SdL-1D      | 0           | 0           | 32     | -28     |
| 2014-2015             | Virtus Entella        | B                     | 31+2       | -37 + -3      | CI              | 0               | 0               | -                  | -                  | -                  | -           | -           | -           | 33     | -40     |
| 2015-2016             | Virtus Entella        | B                     | 1          | 0             | CI              | 0               | 0               | -                  | -                  | -                  | -           | -           | -           | 1      | 0       |
| 2016-2017             | Virtus Entella        | B                     | 1          | -1            | CI              | 0               | 0               | -                  | -                  | -                  | -           | -           | -           | 1      | -1      |
| 2017-2018             | Virtus Entella        | B                     | 4+2        | -3            | CI              | 0               | 0               | -                  | -                  | -                  | -           | -           | -           | 6      | -3      |
| 2018-2019             | Virtus Entella        | C                     | 22         | -15           | CI+CI-C         | 4+0             | -7              | -                  | -                  | -                  | SC-C        | 0           | 0           | 26     | -22     |
| 2019-2020             | Virtus Entella        | B                     | 1          | -1            | CI              | 0               | 0               | -                  | -                  | -                  | -           | -           | -           | 1      | -1      |
| 2020-2021             | Virtus Entella        | B                     | 0          | 0             | CI              | 0               | 0               | -                  | -                  | -                  | -           | -           | -           | 0      | 0       |
| 2021-2022             | Virtus Entella        | C                     | 14         | -20           | CI-C            | 1               | 0               | -                  | -                  | -                  | -           | -           | -           | 15     | -20     |
| 2022-2023             | Virtus Entella        | C                     | 0          | 0             | CI-C            | 0               | 0               | -                  | -                  | -                  | -           | -           | -           | 0      | 0       |
| 2023-2024             | Virtus Entella        | C                     | 0          | 0             | CI-C            | 1               | 0               | -                  | -                  | -                  | -           | -           | -           | 1      | 0       |
| 2024-2025             | Virtus Entella        | C                     | 0          | 0             | CI-C            | 0               | 0               | -                  | -                  | -                  | SC-C        | 0           | 0           | 0      | 0       |
| Totale Virtus Entella | Totale Virtus Entella | Totale Virtus Entella | 252+12     | -240 + -18; 1 |                 | 13              | -16             |                    | -                  | -                  |             | 0           | 0           | 277    | -274; 1 |
| Totale carriera       | Totale carriera       | Totale carriera       | 264        | -258; 1       |                 | 13              | -16             |                    | -                  | -                  |             | 0           | 0           | 277    | -274; 1 |

## Palmarès

### Club

#### Competizioni nazionali
- Lega Pro Prima Divisione: 1

Virtus Entella: 2013-2014 (girone A)
- Serie C: 2

Virtus Entella: 2018-2019 (girone A), 2024-2025 (girone B)
- Supercoppa Serie C: 1

Virtus Entella: 2025